# Abura-bō

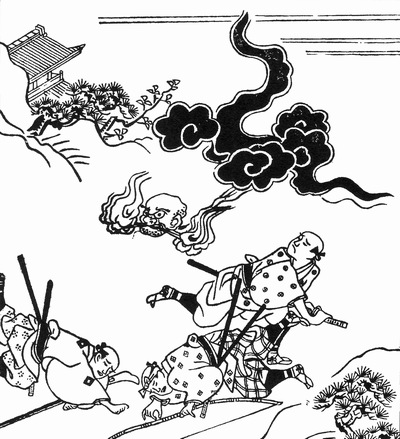
Illustration dAbura-bō par Genrin Yamaoka et Motoyoshi Yamaoka, 1686.

Abura-bō (油坊, , trad. « bonze de l'huile ») est un fantôme de feu du folklore japonais originaire de la préfecture de Shiga, qui prend souvent la forme d'un bonze.

## Sources
- (en) Liste des démons japonais sur le site Inuyasha: a feudal fairy tale